# Circonscription électorale de Saga
La circonscription électorale de Saga (佐賀県選挙区, Saga-ken senkyo-ku) est une subdivision électorale de la Chambre des conseillers du Japon, représentant la préfecture de Saga. Deux conseillers y sont élus au scrutin uninominal majoritaire à un tour.

## Conseillers
| Série 1 (1947 : 1er, mandat de 6 ans) | Série 1 (1947 : 1er, mandat de 6 ans) | Élection                    | Série 2 (1947 : 2e, mandat de 3 ans) | Série 2 (1947 : 2e, mandat de 3 ans) |
| ------------------------------------- | ------------------------------------- | --------------------------- | ------------------------------------ | ------------------------------------ |
|                                       | Eizaemon Fukagawa (ja) (PD)           | 1947                        |                                      | Masaki Imaizumi (ja) (PLJ)           |
| 1950                                  | Eizaemon Fukagawa (ja) (PD)           |                             | Arata Sugihara (ja) (PL)             |                                      |
|                                       | Heiichi Matsuoka (ja) (PL)            | 1953                        | Arata Sugihara (ja) (PL)             |                                      |
| 1956                                  | Heiichi Matsuoka (ja) (PL)            |                             | Arata Sugihara (Ind.)                |                                      |
|                                       | Naotsugu Nabeshima (ja) (PLD)         | 1959                        | Arata Sugihara (Ind.)                |                                      |
| 1962                                  | Naotsugu Nabeshima (ja) (PLD)         |                             | Arata Sugihara (PLD)                 |                                      |
| 1965                                  | Naotsugu Nabeshima (ja) (PLD)         |                             | Arata Sugihara (PLD)                 |                                      |
| 1968                                  | Naotsugu Nabeshima (ja) (PLD)         |                             | Arata Sugihara (PLD)                 |                                      |
| 1971                                  | Naotsugu Nabeshima (ja) (PLD)         |                             | Arata Sugihara (PLD)                 |                                      |
| 1974                                  | Naotsugu Nabeshima (ja) (PLD)         | Hidemaro Fukuoka (ja) (PLD) |                                      |                                      |
| 1977                                  | Naotsugu Nabeshima (ja) (PLD)         | Hidemaro Fukuoka (ja) (PLD) |                                      |                                      |
| 1980                                  | Naotsugu Nabeshima (ja) (PLD)         | Hidemaro Fukuoka (ja) (PLD) |                                      |                                      |
| Ken'ichirō Ōtsubo (ja) (PLD)          | 1982,                                 | Hidemaro Fukuoka (ja) (PLD) |                                      |                                      |
| Ken'ichirō Ōtsubo (ja) (PLD)          | 1983                                  | Hidemaro Fukuoka (ja) (PLD) |                                      |                                      |
| Ken'ichirō Ōtsubo (ja) (PLD)          | 1986                                  | Seijirō Ōtsuka (ja) (PLD)   |                                      |                                      |
| Makoto Miike (ja) (PLD)               | 1986,                                 | Seijirō Ōtsuka (ja) (PLD)   |                                      |                                      |
| Takao Jinnouchi (ja) (PLD)            | 1988,                                 | Seijirō Ōtsuka (ja) (PLD)   |                                      |                                      |
| Takao Jinnouchi (ja) (PLD)            | 1989                                  | Seijirō Ōtsuka (ja) (PLD)   |                                      |                                      |
| Takao Jinnouchi (ja) (PLD)            | 1992                                  | Seijirō Ōtsuka (ja) (PLD)   |                                      |                                      |
| Takao Jinnouchi (ja) (PLD)            | 1995                                  | Seijirō Ōtsuka (ja) (PLD)   |                                      |                                      |
| Takao Jinnouchi (ja) (PLD)            | ,1995                                 | Hiromi Iwanaga (ja) (PLD)   |                                      |                                      |
| Takao Jinnouchi (ja) (PLD)            | 1998                                  | Hiromi Iwanaga (ja) (PLD)   |                                      |                                      |
| Takao Jinnouchi (ja) (PLD)            | 2001                                  | Hiromi Iwanaga (ja) (PLD)   |                                      |                                      |
| Takao Jinnouchi (ja) (PLD)            | 2004                                  | Hiromi Iwanaga (ja) (PLD)   |                                      |                                      |
|                                       | Minoru Kawasaki (ja) (PDJ)            | Hiromi Iwanaga (ja) (PLD)   | 2007                                 |                                      |
| 2010                                  | Minoru Kawasaki (ja) (PDJ)            | Takamaro Fukuoka (ja) (PLD) |                                      |                                      |
|                                       | Yūhei Yamashita (ja) (PLD)            | Takamaro Fukuoka (ja) (PLD) | 2013                                 |                                      |
| 2016                                  | Yūhei Yamashita (ja) (PLD)            | Takamaro Fukuoka (ja) (PLD) |                                      |                                      |
| 2019                                  | Yūhei Yamashita (ja) (PLD)            | Takamaro Fukuoka (ja) (PLD) |                                      |                                      |
| 2022                                  | Yūhei Yamashita (ja) (PLD)            | Takamaro Fukuoka (ja) (PLD) |                                      |                                      |
| 2025                                  | Yūhei Yamashita (ja) (PLD)            | Takamaro Fukuoka (ja) (PLD) |                                      |                                      |